# Daniel Garnero
Daniel Oscar Garnero, mais conhecido como Daniel Garnero (Lomas de Zamora, 1 de Abril de 1969), é um treinador e ex-futebolista argentino que atuava como meia.
Depois de se aposentar como jogador, Garnero se tornou auxiliar de Jorge Burruchaga no Arsenal de Sarandí. Ele também ocupou cargos de treinador interino no Estudiantes de La Plata e Independiente. Em julho de 2008 foi anunciado como treinador do Arsenal de Sarandí em substituição a Gustavo Alfaro. tendo no mes seguinte conquistado a Copa Suruga Bank 2008, sendo o seu primeiro título, como treinador. no dia 20 de maio de 2010, foi anunciado como novo comandante do Independiente.

## Títulos

### Jogador
Independiente
- Torneo Clausura: 1994
- Recopa Sul-Americana: 1995
- Supercopa Libertadores: 1994 e 1995

### Treinador
Guarani
- Campeonato Paraguaio: 2016 (Clausura)

 Olimpia
- Campeonato Paraguaio: 2018 (Apertura)
- Campeonato Paraguaio: 2018 (Clausura)
- Campeonato Paraguaio: 2019 (Apertura)
- Campeonato Paraguaio: 2019 (Clausura)

 Libertad
- Campeonato Paraguaio: 2021 (Apertura)
- Campeonato Paraguaio: 2022 (Apertura)
- Campeonato Paraguaio: 2023 (Apertura)

 Arsenal de Sarandí
- Copa Suruga Bank: 2008